# Charles van Malcote
Charles Louis Théodore van Malcote de Kessel (Ledeberg, 2 september 1834 - Ukkel, 7 juni 1907) was een Belgisch edelman en burgemeester.

## Levensloop
Charles van Malcote was een zoon van Julien van Malcote en van Virginie Lateur. Hij werd burgemeester van Zulte en schreef verschillende historische werken.
In 1861 kreeg hij erkenning en, voor zoveel als nodig, verheffing in de Belgische adel. In 1891 kreeg hij vergunning om aan de familienaam de Kessel toe te voegen.
Hij trouwde in 1855 in Zaffelare met Prudence du Pont (1834-1893), dochter van dokter Jean du Pont (1789-1852) en ze kregen twee zoons.

## Georges de Malcote de Kessel
Georges de Malcote (1856-1905) trouwde in Pétange in 1888 met Madeleine Nothomb (1865-1935), dochter van Alphonse Nothomb en Wilhelmine Pescatore. Ze kregen twee zoons en een dochter, maar zonder verdere afstammelingen.

## Albert de Malcote de Kessel
- Albert de Malcote (1858-1905) trouwde in Elsene in 1890 met zijn schoonzus, Lucie Nothomb (1870-1921).
  - Antoine de Malcote de Kessel (1902-1981) trouwde in 1923 in Zedelgem met Alida Timmerman (1900-1967). Met een beperkte afstamming tot heden.